# Santa Apolonia (Mérida)
Santa Apolonia es una localidad de Venezuela ubicada en el Municipio Tulio Febres Cordero del Estado Mérida en los Andes venezolanos. Su población alcanza los 4.465 habitantes. Se encuentra a 180 km de la ciudad de Mérida.
Santa Apolonia fue fundada en 1878 por Mateo Centeno en una explanada de la Sierra de La Culata, durante el auge cafetalero de esa zona. Hoy se cultiva además de café, caña de azúcar, maíz, cacao y cítricos.
El poblado está ubicado a 760 m.s.n.m y presenta una temperatura promedio anual de 23°C con precipitaciones anuales de 1.400 mm.

## Atractivos turísticos
- Monte Aventino
- Centro turístico Aves del Paraíso
- Río El Ron
- Aguas Termales El Jagüey
- Iglesia de Santa Apolonia
- Plaza Bolívar